# Anurophorus silvaticus
Anurophorus silvaticus är en urinsektsart som beskrevs av Potapov och Sophya K. Stebaeva 1990. Anurophorus silvaticus ingår i släktet Anurophorus och familjen Isotomidae. Inga underarter finns listade i Catalogue of Life.